# Aleksander Rejman

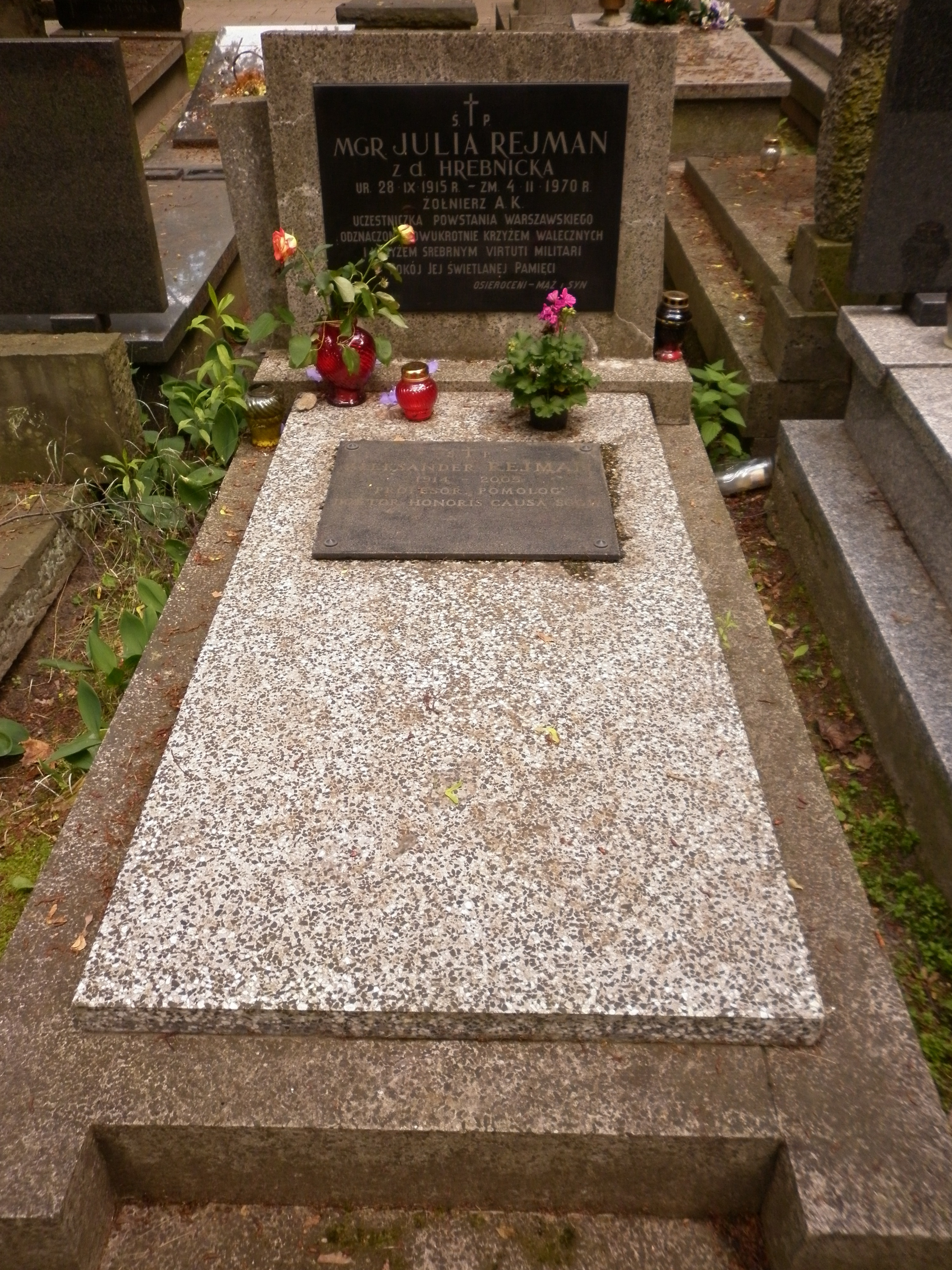
Grób Aleksandra Rejmana na cmentarzu Wojskowym na Powązkach w Warszawie

Aleksander Augustyn Rejman (ur. 12 sierpnia 1914 w Czarnej, zm. 17 lutego 2005 w Warszawie) – polski ogrodnik pomolog, prorektor Szkoły Głównej Gospodarstwa Wiejskiego.

## Wczesne lata 1914–1934
Urodził się we wsi Czarna, w powiecie łańcuckim, na ówczesnym terytorium Królestwa Galicji i Lodomerii (obecnie woj. podkarpackie), w rodzinie Michała (zm. 1921) i Anny z domu Czado, jako jeden z dziewięciu braci. Ojciec prowadził 2-hektarowe gospodarstwo i równocześnie pracował na kolei. Aleksander był najmłodszym z braci (po śmierci najmłodszego w 1919). W latach 1924–1928 starsi bracia zrezygnowali z produkcji rolniczej na rzecz ogrodniczej, rozwinęli produkcję truskawek, pomidorów i drzewek owocowych. W 1929 założyli szkółkę drzew i krzewów owocowych pod nazwą Bracia Rejman. Dzięki temu zaistniały warunki do dalszego kształcenia trzech młodszych braci, w tym Aleksandra.
Aleksander ukończył czteroklasową szkołę powszechną w rodzinnej Czarnej w 1925, od piątej do siódmej klasy w latach 1925–1928 uczył się w szkole powszechnej w Łańcucie. Następnie uczęszczał do Państwowego Gimnazjum Koedukacyjnego im. H. Sienkiewicza w Łańcucie (obecnie I Liceum Ogólnokształcące im. H. Sienkiewicza), które ukończył w 1934.

## Studia i praca naukowa 1934–1984

### Studia i praca wSzkole Głównej Gospodarstwa Wiejskiego
Po maturze zdanej w 1934 Aleksander Rejman podjął studia na Wydziale Ogrodniczym Szkoły Głównej Gospodarstwa Wiejskiego w Warszawie. Dyplom magistra ogrodnictwa ze specjalnością sadownictwa, po sześciu latach studiów o specjalizacji z przetwórstwa owocowo-warzywnego, uzyskał w 1939 w Katedrze Przemysłu Rolnego SGGW za pracę pt. „Nasiona gorzkiego kasztanowca pod względem składu chemicznego i użyteczności w przemyśle”, napisaną pod kierunkiem prof. dr. Wacława Dąbrowskiego i dr. Eugeniusza Pijanowskiego. W 1939 został mianowany na stanowisko młodszego asystenta prof. Włodzimierza Gorjaczkowskiego w Katedrze Sadownictwa SGGW w Skierniewicach.
W latach 1939–1945 opiekował się Sadem Pomologicznym w Skierniewicach, obiektem doświadczalnym Katedry Sadownictwa SGGW, który podczas okupacji niemieckiej nosił nazwę „Versuchsgut Skierniewice”. Tu troszczył się o zachowanie kolekcji odmian i dzikich form drzew owocowych, prowadził obserwacje nad uszkodzeniami mrozowymi po zimie 1939/40, podjął też pierwsze prace hodowlane.
W 1945 został ponownie zatrudniony w Katedrze Sadownictwa SGGW jako asystent kierownika, prof. dr. Szczepana A. Pieniążka. W 1952 obronił pracę doktorską pt. „Studia nad przechowywaniem dwunastu odmian jabłek” pod kierunkiem prof. Pieniążka i awansował na stanowisko adiunkta. Od 1955 należał do PZPR. W 1958 roku otrzymał nominację na docenta, w 1963 r. na profesora nadzwyczajnego, a w 1971 roku otrzymał tytuł profesora zwyczajnego. W 1968 objął funkcję kierownika Katedry Sadownictwa SGGW w Warszawie, którą sprawował do przejścia na emeryturę w 1984 r. W latach 1970–1982 pełnił funkcję dyrektora Instytutu Produkcji Ogrodniczej, powołanego na Wydziale Ogrodniczym w 1970, w skład którego wchodził wtedy Zakład Sadownictwa.
W latach 1953–1956, 1963–1965 oraz 1969–1972 pełnił funkcje prodziekana, a w latach 1961–1962 oraz 1972–1975 dziekana Wydziału Ogrodniczego SGGW. Był pierwszym prodziekanem, który w 1963 opracował plan studiów zaocznych powstałych na Wydziale Ogrodniczym SGGW, kierował również ich przebiegiem. W latach 1966–1970 był prorektorem SGGW.
Wypromował 10 doktorów i ponad 150 magistrów ogrodnictwa.
17 maja 2002 został odznaczony tytułem doktora honoris causa SGGW.
20 maja 2011 odbyło się odsłonięcie tablicy upamiętniającej nadanie imienia prof. dr. h.c. Aleksandra Rejmana Auli II w budynku 37 kampusu SGGW na warszawskim Ursynowie.

### Praca pozaSzkołą Główną Gospodarstwa Wiejskiego
W latach 1951–1966 prof. Rejman był zatrudniony w Instytucie Sadownictwa w Skierniewicach, gdzie kierował Zakładem Hodowli i Aklimatyzacji Roślin Sadowniczych (od 1956 jako Zakład Hodowli, Oceny Odmian i Szkółkarstwa). W latach 1951–1959 zakładał doświadczenia odmianowe we wszystkich terenowych filiach Instytutu. Był członkiem komisji doborów odmian, dokonywanych przez Ministerstwo Rolnictwa. W latach 1963–1984 pełnił też funkcję Przewodniczącego Rady Naukowej Instytutu Sadownictwa.
W latach 1972–1975 był przewodniczącym, następnie do 1978 członkiem Zespołu Dydaktyczno-Wychowawczego w Ministerstwie Nauki i Szkolnictwa Wyższego. W latach 1979–1982 był członkiem Centralnej Komisji Kwalifikacyjnej ds. Kadr Naukowych przy Prezesie Rady Ministrów.
W latach 1967–1978 przewodniczył Komisji Kwalifikacyjnej dla rzeczoznawców Stowarzyszenia Inżynierów i Techników Ogrodnictwa Naczelnej Organizacji Technicznej, którego był członkiem od 1963 r.
Przewodniczył Podkomisji Sadownictwa Komitetu Nauk Ogrodniczych Polskiej Akademii Nauk, którego był członkiem honorowym.
Przynależał do krajowych i zagranicznych towarzystw naukowych (m.in. Międzynarodowego Towarzystwa Ogrodniczego), wygłosił liczne referaty na krajowych oraz międzynarodowych zjazdach, odbył kilka staży i stypendiów zagranicznych (w Szwecji, Danii, Anglii, Stanach Zjednoczonych).
Był członkiem Kolegium Redakcyjnego pisma „Działkowiec”.

## Prace badawcze i osiągnięcia naukowe
Zainteresowania naukowe prof. Rejmana koncentrowały się na hodowli, selekcji i ocenie odmian drzew owocowych, głównie jabłoni oraz śliw, czereśni, wiśni, moreli, brzoskwiń i grusz, oraz szkółkarstwie sadowniczym. Opracował system oceny wartości użytkowej odmian tych roślin sadowniczych. Na podstawie wyników założonych i prowadzonych pod jego kierunkiem doświadczeń porównawczo-odmianowych ustalano obowiązujące dobory odmian, które przyczyniły się do unowocześnienia rynku owocowego w Polsce. Prof. Rejman wytyczył także dwa perspektywiczne kierunki badawcze Katedry Sadownictwa: hodowlę odpornościową jabłoni oraz wprowadzanie do uprawy nowych gatunków sadowniczych.
Prowadząc selekcję i ocenę odmian, prof. Rejman brał udział w pracach nad ich coroczną oceną, a także ulepszeniem metod rozmnażania drzew pestkowych w szkółkach. Badał odmiany pod względem pory wejścia w okres owocowania, plenności, przechowywania, odporności na mróz i choroby. W hodowli zwrócił uwagę na konieczność odpowiedniego doboru form rodzicielskich, w celu otrzymania wartościowych cech u nowych odmian.
W wyniku prac prof. Rejmana i współpracowników powstały odmiany jabłoni, które weszły do produkcji, a także wykorzystywane są w dalszych pracach hodowlanych. Prof. Rejman jest hodowcą odmiany Fantazja, którą otrzymał w 1944 roku. Ponadto jest współautorem, wraz z dr. Wacławem Dzięciołem i prof. Marią Grochowską, popularnej odmiany Alwa. Wraz z dr. hab. Emilianem Piterą wyhodował dwie odmiany parchoodporne, Witosa i Sawę. Brał także udział w pracach nad wyhodowaniem odmiany Marwit. Razem z dr. Kazimierzem Pliszką i innymi prowadził prace nad selekcją borówki wysokiej, co zaowocowało wprowadzeniem jej do uprawy w Polsce. Wyselekcjonował też cztery odmiany moreli: Wczesna i Późna z Ursynowa, Late Alexander i Julia. Wraz z dr. Józefem Rembaczem wyselekcjonował i opisał nową polską odmianę wiśni – Szklankę Wczesną. Wprowadził do uprawy mało wrażliwą na choroby, mało znaną wówczas w Polsce gruszę Konferencję, odmianę śliwy Stanley, a także liczne odmiany jabłoni i innych drzew owocowych. Wyhodował również nową odmianę pigwy – Pigwę Ursynowską.
Podczas kierowania Katedrą Sadownictwa oraz Instytutem Produkcji Ogrodniczej prof. Rejman stworzył bazę dla działalności badawczej i dydaktycznej przez utworzenie i urządzenie pól doświadczalnych: Pola Wydziału Ogrodniczego w Wilanowie, gdzie założono sady doświadczalne oraz kolekcje dydaktyczne wszystkich gatunków drzew i krzewów owocowych, oraz Pola Borówek Uprawnych w Błoniu k. Prażmowa, pierwszego w Polsce całkowicie poświęconego badaniom i selekcji borówki wysokiej, brusznicy i żurawiny.

## Publikacje naukowe i popularnonaukowe
Prof. Aleksander Rejman jest autorem lub współautorem co najmniej 16 broszur i książek, w tym podręczników akademickich, 33 oryginalnych prac naukowych dotyczących oceny odmian i wyników prac hodowlanych, 285 artykułów opublikowanych w czasopismach ogrodniczych, oraz innych publikacji naukowych i popularnonaukowych zamieszczanych w pracach Instytutu Sadownictwa, Zeszytach Naukowych oraz w zawodowej prasie ogrodniczej.

### Publikacje książkowe
W kolejności chronologicznej, od daty pierwszego wydania:
- Szkółkarstwo, A. Rejman, M. Gruszewska, Warszawa: PWRiL, 1950
- Pomologia, praca zbiorowa / red. A. Rejman, Warszawa: PWRiL, 1952 (Pomologia polska); 1956 (red. A. Rejman, S. Zaliwski); 1976; 1994 (Pomologia: odmianoznawstwo roślin sadowniczych)
- Przewodnik ogrodniczy, praca zbiorowa / red. Sz. Pieniążek, E. Chroboczek, St. Wóycicki, Warszawa: PWRiL, 1952
- Poradnik działkowca, Warszawa: Wydawnictwo Związkowe CRZZ, 1955
- Rejonizacja i uprawa wiśni w Polsce, A. Rejman, S. Zagaja, J. Rembacz, Biuletyn Produkcji Ogrodniczej, s. 1–40, 1955; Warszawa: CSO, 1965
- Praktyczny przewodnik dla ogrodników, praca zbiorowa / red. E. Chroboczek, St. Wóycicki, Z. Soczek, Warszawa: PWRiL, 1959
- Atlas jabłek, Warszawa: PWRiL, 1960; 1967; 1971; 1974; 1979
- Atlas czereśni i wiśni, A. Rejman, J. Rembacz, Warszawa: PWRiL, 1965; 1970; 1975; 1983 (A. Rejman, J. Rembacz, W. Dzięcioł)
- Uprawa wiśni, Warszawa: Zakład Wydawnictw CRS, 1968; 1972 (Uprawa wiśni, instrukcja uprawowa do umowy kontraktacyjnej)
- Atlas gruszek, Warszawa: PWRiL, 1969; 1971; 1974; 1983 (A. Rejman, W. Dzięcioł)
- Atlas śliwek, A. Rejman, M. Łucka, Warszawa: PWRiL, 1970; 1974
- Grusze, Warszawa: PWRiL, 1971; 1976; 1981; 1985
- Odmianoznawstwo sadownicze, praca zbiorowa, Warszawa: PWRiL, 1974
- Borówka wysoka, A. Rejman, K. Pliszka, Warszawa: PWRiL, 1976; 1978; 1981; 1984; 1988; 1991
- Ogrodnictwo w tabelach, praca zbiorowa / red. N. Kusze, Warszawa: PWRiL, 1980; 1984; 1986
- Uprawa czereśni w sadach towarowych, Warszawa: Wydawnictwo Spółdzielcze CZSR, 1982
- Owoce z mojej działki, Warszawa: PWRiL, 1987
- Szkółkarstwo roślin sadowniczych: podręcznik dla studentów wydziałów ogrodniczych akademii rolniczych, Warszawa: PWRiL, 1987; 2002 (Szkółkarstwo roślin sadowniczych, A. Rejman, K. Ścibisz, B. Czarnecki)
- Szkółkarstwo roślin sadowniczych, A. Rejman, E. Makosz, Kraków: Plantpress, 1994
- Sadownictwo dla działkowców, B. Czarnecki, A. Rejman, Warszawa: Krajowa Rada Polskiego Związku Działkowców, 1999; Warszawa: Działkowiec, 2001

## Rodzina
Aleksander Rejman ożenił się w 1954 z Julią Doktorowicz-Hrebnicką (zm. 1970), córką polskiego geologa prof. Stanisława Doktorowicz-Hrebnickiego, korespondenta Polskiej Akademii Nauk, badacza złóż węgli, kartografa geologicznego. Julia Doktorowicz-Hrebnicka była absolwentką Wydziału Ogrodniczego SGGW oraz odznaczoną Orderem Virtuti Militari uczestniczką powstania warszawskiego. Syn Andrzej Rejman (ur. 1956), absolwent SGGW, jest kompozytorem.
Zmarł 17 lutego 2005 w Warszawie, pochowany obok swojej żony na cmentarzu Wojskowym na Powązkach (kwatera B18-4-17).

## Ordery i odznaczenia
- Krzyż Kawalerski Orderu Odrodzenia Polski (1964)
- Medal 30-lecia Polski Ludowej
- Medal 10-lecia Polski Ludowej (19 stycznia 1955)[7]
- Medal Komisji Edukacji Narodowej (1976)
- Odznaka 1000-lecia Państwa Polskiego (1966)
- Złota odznaka honorowa „Za Zasługi dla Warszawy” (1970)[8]
- Odznaka „Zasłużony Pracownik Rolnictwa” (1978)
- Medal PAN im. Michała Oczapowskiego za wkład w rozwój nauk rolniczych i leśnych (1989)
- Medal Warszawskiego Związku Ogrodniczego „Za zasługi dla ogrodnictwa”
- Medal „Za zasługi dla Polskiego Związku Działkowców”
- Złota Odznaka „Za zasługi dla SGGW” (1983)
- Honorowa Złota Odznaka Działkowca
- Odznaka Zasłużony dla Spółdzielczości Ogrodniczo-Pszczelarskiej

## Nagrody i wyróżnienia
Za pracę społeczną i naukowo-dydaktyczną – wielokierunkową działalność badacza, nauczyciela akademickiego, organizatora życia naukowego na uczelni, wychowawcy profesjonalnej kadry, a także propagatora nowoczesności w sadownictwie, prof. Rejman został wyróżniony wieloma nagrodami (w kolejności chronologicznej):
- Nagroda indywidualna III stopnia Ministra Szkolnictwa Wyższego 1964
- Nagroda indywidualna I stopnia Ministra Szkolnictwa Wyższego za szczególne osiągnięcia w dziedzinie dydaktyczno-wychowawczej 1964
- tytułu Mistrz Techniki (1969)
- Nagroda indywidualna I stopnia Ministra Oświaty i Szkolnictwa Wyższego za szczególne osiągnięcia w dziedzinie badań naukowych 1970
- Nagroda zespołowa II stopnia Ministra Nauki, Szkolnictwa Wyższego i Techniki za udział w realizacji pracy doprowadzających jabłonie do corocznego owocowania 1972
- Nagroda Ministra Nauki, Szkolnictwa Wyższego i Techniki za szczególne osiągnięcia w dziedzinie dydaktyczno-wychowawczej i organizacji procesu dydaktycznego 1972
- Nagroda Ministra Rolnictwa za wyhodowanie nowej polskiej odmiany "Fantazja" 1974
- Zespołowa Nagroda Państwowa I stopnia w dziedzinie nauki za udział w opracowaniu i wdrożeniu do praktyki nowoczesnych metod produkcji owoców 1978
- Nagroda II stopnia Ministra Nauki, Szkolnictwa Wyższego i Techniki za osiągnięcia w dziedzinie autorstwa – podręcznik "Pomologia" 1978
- Nagroda zespołowa II stopnia Ministra Nauki, Szkolnictwa Wyższego i Techniki za osiągnięcia w dziedzinie badań naukowych 1979
- Nagroda zespołowa II stopnia Ministra Rolnictwa za udział w realizacji i wdrożenie ulepszonej metody okulizacji wiśni 1979
- Nagroda indywidualna I stopnia Ministra Nauki, Szkolnictwa Wyższego i Techniki za osiągnięcia w dziedzinie kształcenia kadry naukowej 1983
- Nagroda indywidualna I stopnia Ministra Edukacji Narodowej za podręcznik „Szkółkarstwo roślin sadowniczych” 1988

Ponadto prof. Rejman otrzymał liczne nagrody rektora SGGW.